# Era filipina
Era filipina es el nombre con el que se conoce por la historiografía el prolongado periodo histórico, entre 1556 y 1665, en el que se suceden sin solución de continuidad en la Monarquía Hispánica reyes con el nombre de Felipe, todos ellos de la casa de Austria: Felipe II, Felipe III y Felipe IV, y que también puede identificarse con el de hegemonía española en el mundo.
Es un término especialmente utilizado por la historiografía portuguesa, por el hecho de coincidir con el periodo en que el Reino de Portugal formó parte del conjunto de reinos de esa monarquía (Portugal bajo la Casa de Austria, entre 1580 y 1640).
No debe confundirse con el adjetivo filipino aplicado a las Islas Filipinas (que fueron denominadas así por el rey Felipe II), ni con otros periodos históricos en los que fue importante algún monarca denominado Felipe o Filipo, especialmente el conquistador de Grecia Filipo II de Macedonia, padre de Alejandro Magno (y con el que literariamente los Felipes españoles eran muy frecuentemente comparados).